# Xestobium gaspensis
Xestobium gaspensis är en skalbaggsart som beskrevs av White 1975. Xestobium gaspensis ingår i släktet Xestobium och familjen trägnagare. Inga underarter finns listade i Catalogue of Life.